# Туризм у Сінгапурі

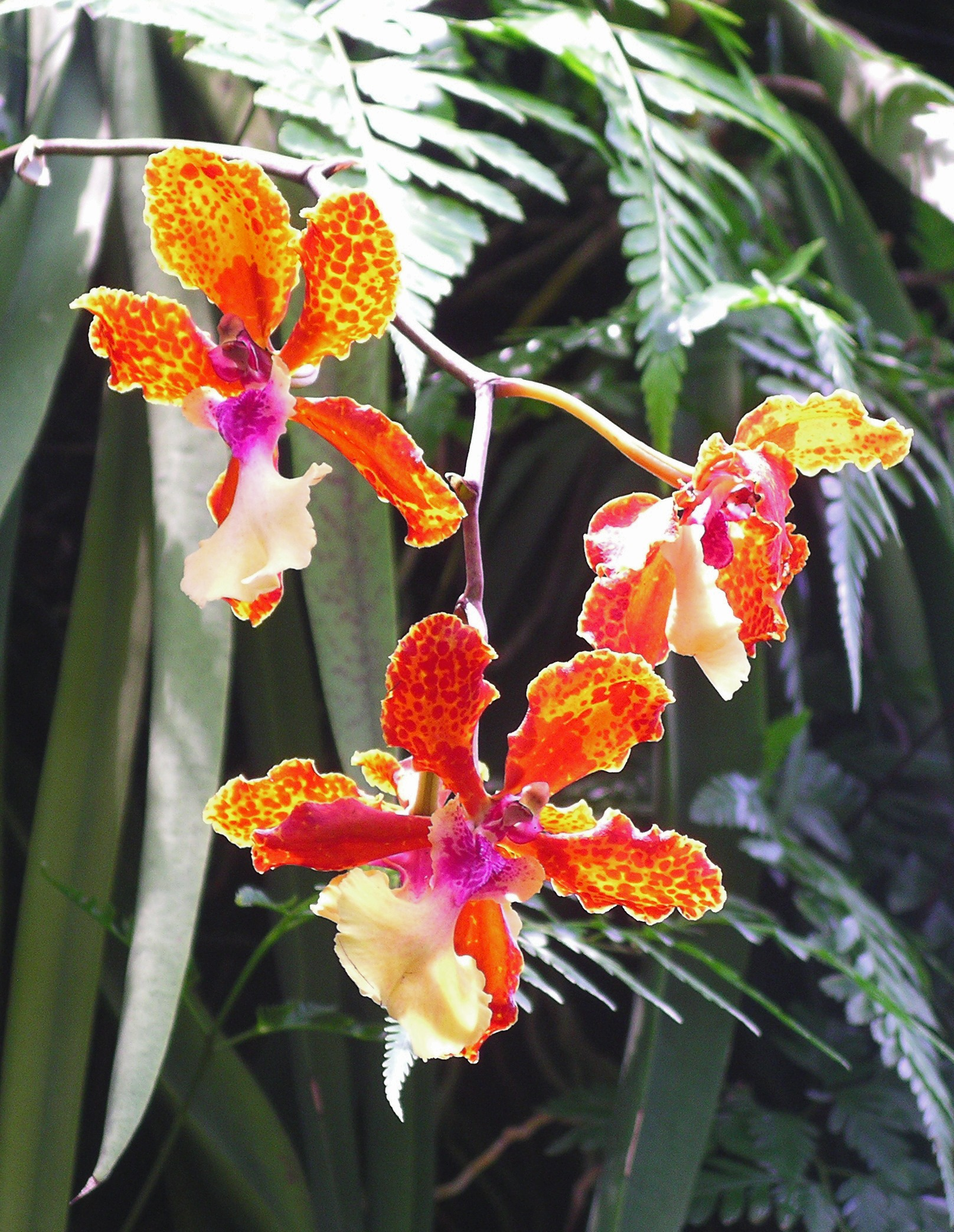
Орхідеї в Сінгапурському ботанічному саду

Туризм в Сінгапурі — найбільша галузь економіки Сінгапуру. У 2013 році  відвідало близько 15,6 мільйонів іноземних туристів, що приблизно в 3 рази перевищує все населення країни. Надходження від туризму в державну скарбницю у 2010 році склали близько $18,8 млрд. Приріст до 2009 року становив 49 %.
Питання туризму в Сінгапурі знаходяться у віданні Сінгапурської Ради з туризму (STB; кит.: 新加坡旅游局新加坡旅游局). З метою розвитку туризму в 1980-ті роки в історично та культурно важливих областях, зокрема Чайнатаун, Маленька Індія, проводилися  роботи по їх збереженню. Була очищена від сміття річка Сінгапур. Території вздовж річки передані для створення ресторанів та інших туристичних об'єктів. На розвиток туризму до 2017 року Уряд Сінгапуру виділив $905 млн.
Сінгапур приваблює туристів екологічною чистотою, програмами зі збереження культурної та історичної спадщини. Країна має один з найнижчих у світі рівнів злочинності. Англійська мова є панівною серед чотирьох офіційних мов, що полегшує туристам спілкування. Транспорт в Сінгапурі охоплює більшість районів країни.

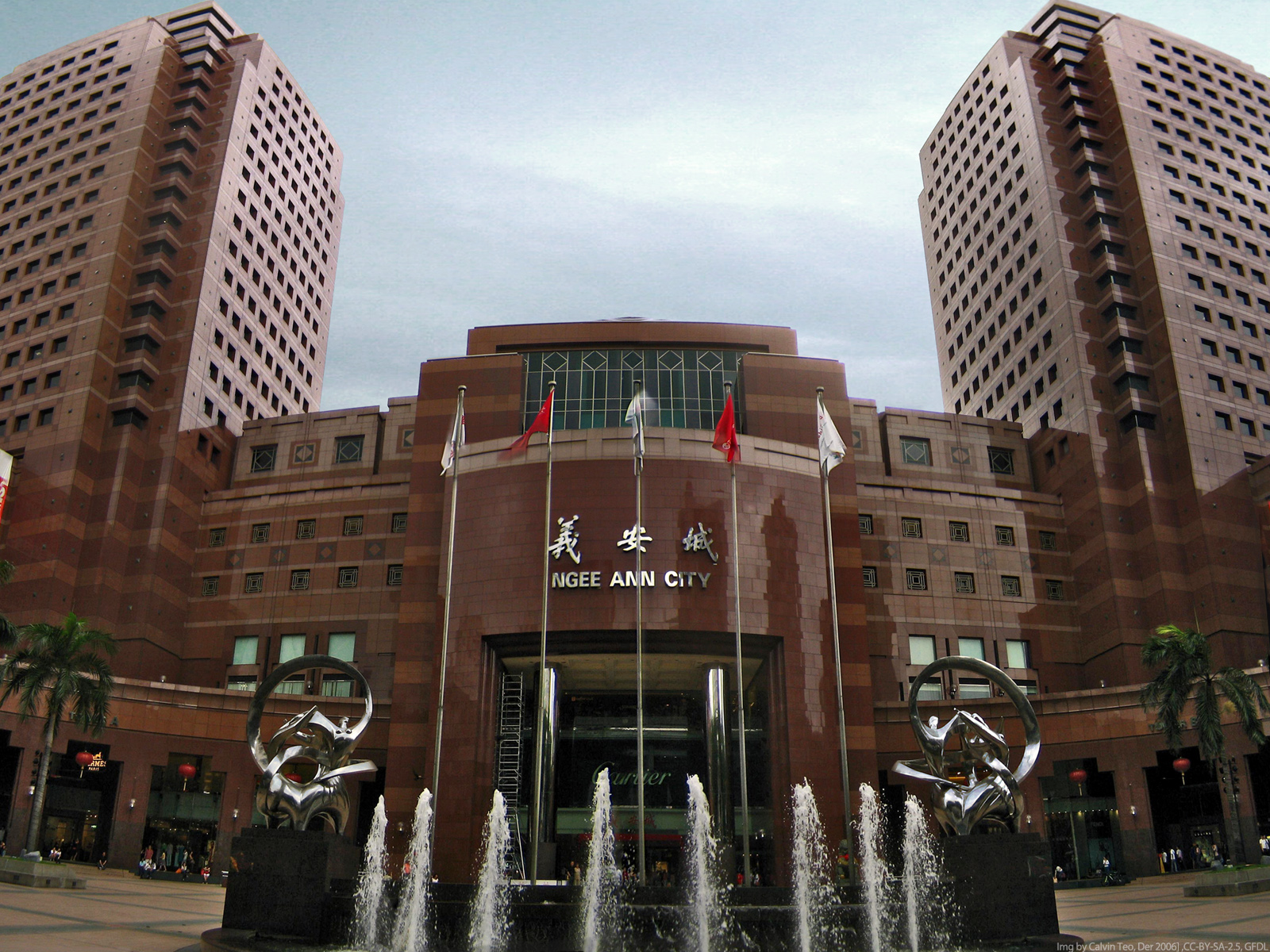
Торговельний центр Такасіяма

Сінгапур прагне бути бізнес-центром Південно-Східної Азії. Тут багато багатоповерхових торговельних центрів, розташованих в районі Орчард-роуд, який є центром туризму.
Популярні туристичні місця країни — зоопарк Сінгапуру, Нічне сафарі, парк птахів Джуронг. Для туристів в Сінгапурі надані кілька пляжних курортів з туристичними пам'ятками. На островах розташовані національний музей, великий океанаріум Парк Марін Лайф з морськими мешканцями. Туристичний острів Сентоса, який привернув 19 млн відвідувачів у 2011 році, розміщується на півдні Сінгапуру. На ньому знаходяться близько 30 пам'яток, включаючи форт Сілосо, збудований як фортеця для захисту від японців під час Другої світової війни, де  можна побачити зброю того часу. У Сінгапурі є два казино: Marina Bay Sands і Resorts World Sentosa. Marina Bay Sands має три 55-поверхові башти з готелями. Три вежі з'єднані терасою, площею 1 га. В передній частині трьох веж розміщені виставковий і конференц-зали, казино, до 1000 ігрових столів і 1400 ігрових автоматів.

## Пам'ятки

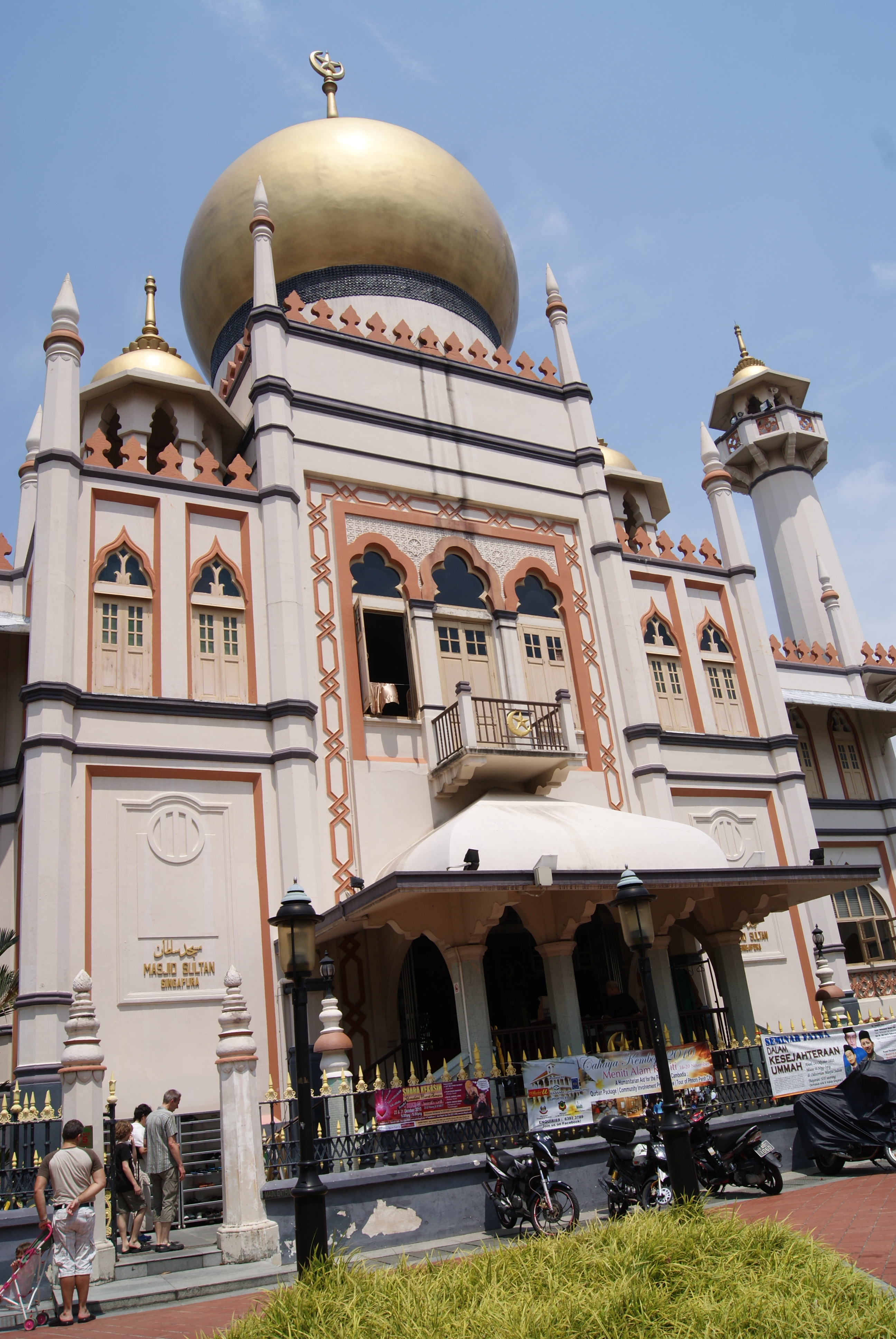
Мечеть Султана Хуссейна

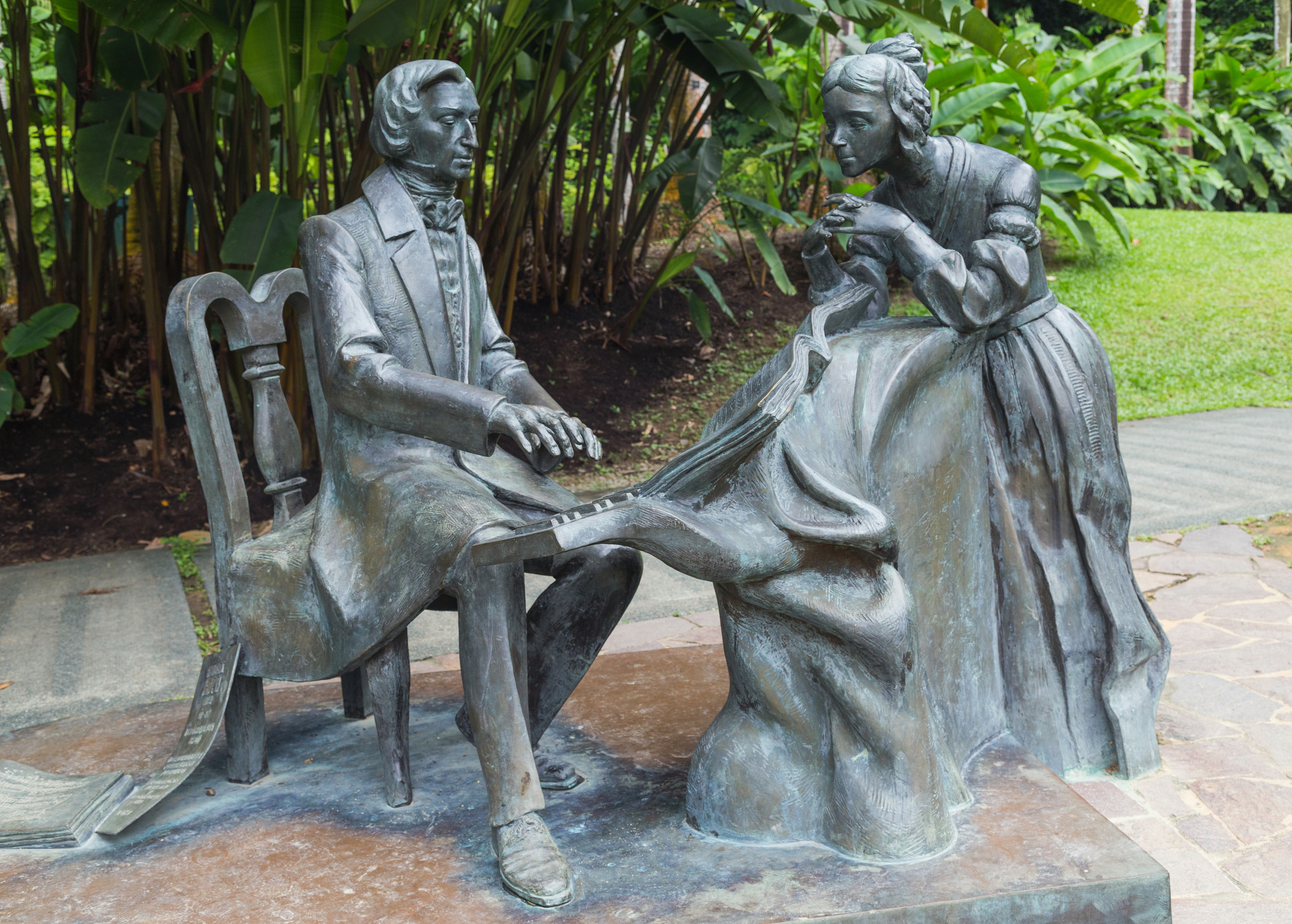
Памятник Шопену в Ботанічному саду

До Сінгапурських визначних пам'яток відносяться: пам'ятник Шопену, Ботанічні сади, парки з тропічними рослинами. Ботанічні сади Сінгапуру займають територію в 52 га, де можна знайти колекцію орхідей — близько 3000 видів. В парку птахів Джуронг мешкає багато екзотичних птахів з усього світу, в тому числі зграя фламінго в тисячу особин. У зоопарку Сінгапуру живе найбільша у світі колонія орангутангів, а заповідник «Букіт Тімах» являє собою 70 гектарів незайманого тропічного лісу.
Пулау-Убін — острів на північному сході Сінгапуру також стає популярним місцем для туристів де можна помилуватися незайманою природою. Річкове сафарі дозволяє людям познайомитися з річковими мешканцями.

## Кухня Сінгапуру

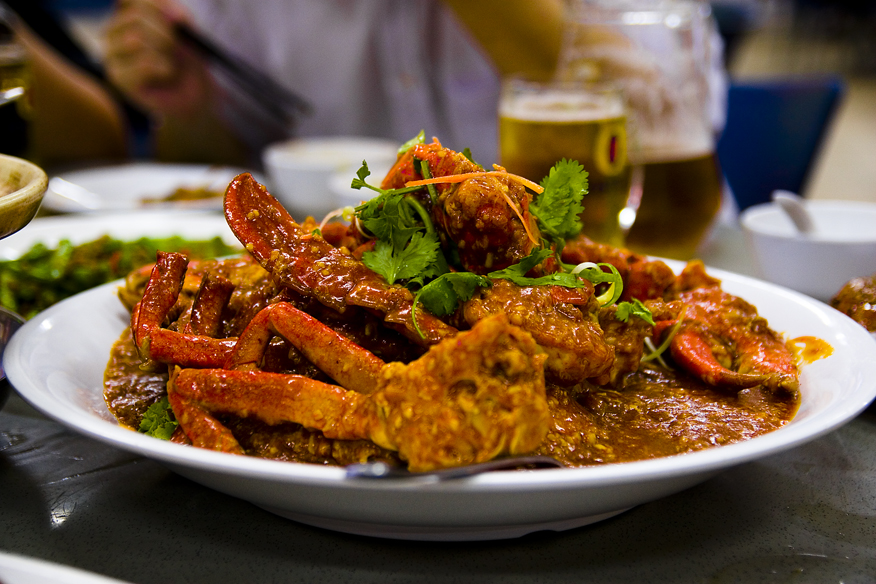
Краб-чилі

Кухня Сінгапуру є наслідком етнічної різноманітності культури Сінгапуру. В Сінгапурі можна купити халяль (дозволені мусульманам продукти), страви традиційної тамільської або китайської кухні. Деякі страви охоплюють елементи від трьох культур, інші — вплив кухні Азії та Європи.
 Щорічно в липні уряд  проводить Сінгапурський фестиваль їжі. Мультикультурність місцевої кухні створює «харчовий рай» для туристів. Тут можна скуштувати рибний суп Бі Хун, Бак Кут Тех, краба-чилі, Насі Паданг, Хайнаньський рис з куркою тощо..

## Туристичні заходи

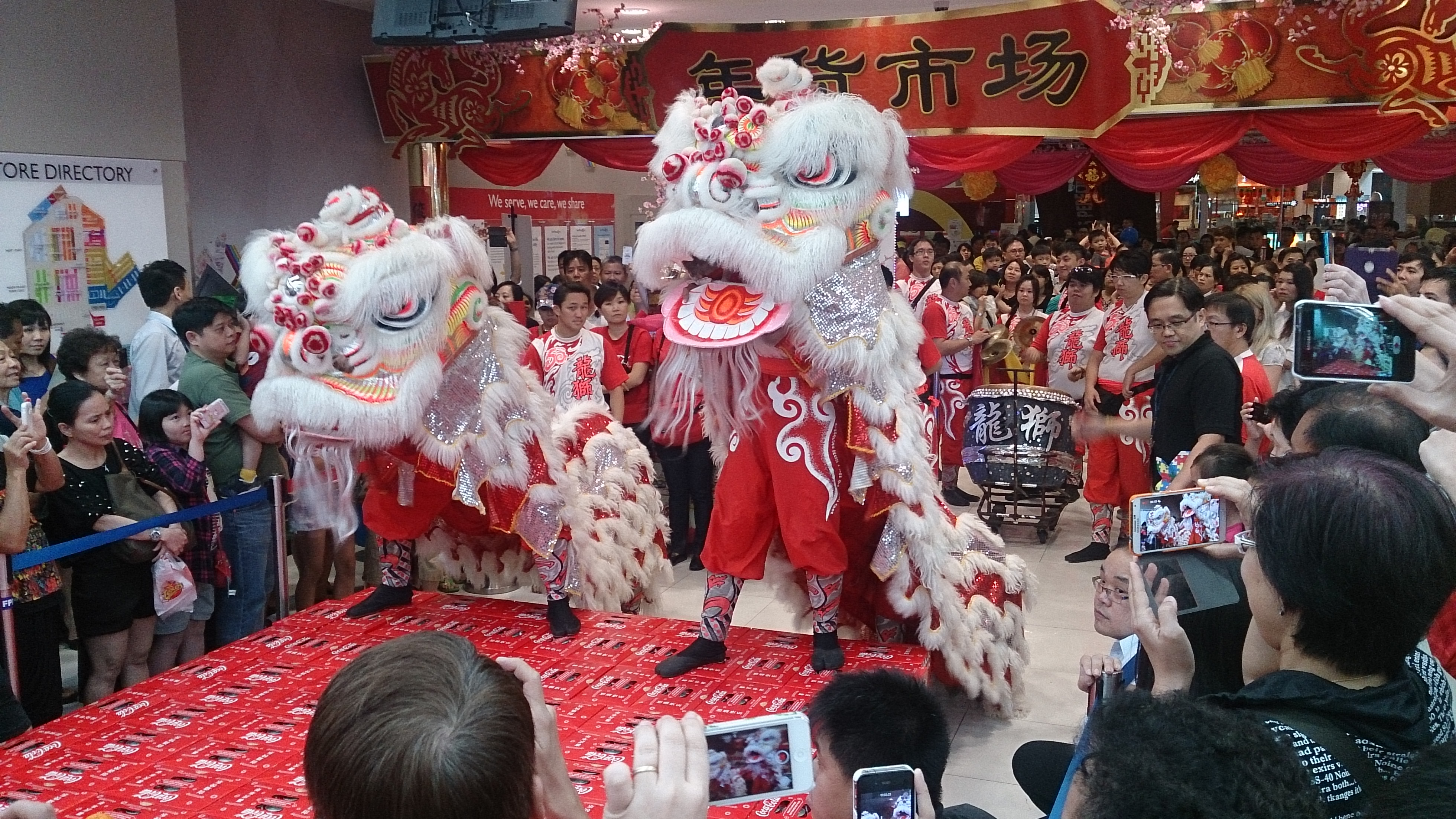
Танець лева в канун китайського нового року

Сінгапурська Рада з туризму цілий рік проводить різні туристичні заходи. Це — фестиваль мистецтв, свято саду, кулінарний фестиваль. Щорічні заходи на Різдво та ін.. У 2010 році в Сінгапурі пройшли щорічні літні юнацькі Олімпійські ігри.
Яскравими заходами бувають колоритні національні фестивалі: китайський Новий рік, індуїстські свята Понгал і Тайпусам (лютий), фестиваль Весни Хоуганг (лютий), День народження Бога-Дитини (травень).
Проводиться свято човнів-драконів (травень-червень), свято індійського танцю і музики — фестиваль храму Четтар, церемонія очищення вогнем Тіматі (жовтень).У жовтні проходить свято Наваратрі («Дев'ять світил») — на честь індуських богинь Дурґи і Лакшмі-Сарасваті, в листопаді — свято Дівалі, на честь перемоги Світла над Темрявою. День народження Будди відзначається щорічно в травні-червні. До світських свят відносяться: Сінгапурський фестиваль моди (березень-квітень), Сінгапурський фестиваль ювелірного мистецтва (вересень), Сінгапурський фестиваль письменників.